# Elezioni europee del 2024 in Finlandia
Le elezioni europee del 2024 in Finlandia si sono tenute domenica 9 giugno per eleggere i 15 membri del Parlamento europeo spettanti alla Finlandia.

## Sistema elettorale
Per le elezioni europee, la legge elettorale finlandese prevede l’applicazione, in un'unica circoscrizione nazionale, di un sistema elettorale a base proporzionale con liste aperte. Non è prevista una soglia di sbarramento.
Le preferenze sono in seguito tradotte in seggi secondo il metodo D'Hondt.
Tutte le persone che hanno la cittadinanza finlandese ed una residenza principale in Finlandia, i cittadini finlandesi senza residenza in Finlandia (c.d. “finlandesi all'estero”) e altri cittadini dell'Unione (se la loro residenza principale è in Finlandia) hanno diritto di voto alle elezioni europee nel paese.
L’esercizio attivo del diritto è ammesso dai 18 anni in su, compresi coloro che compiono tale età entro il giorno delle elezioni, al più tardi. La registrazione al voto è attuata d’ufficio in base alla residenza.
L’esercizio del diritto di candidarsi è ammesso per tutte le persone che hanno diritto di voto e hanno raggiunto l'età di 18 anni il giorno delle elezioni.
È ammesso il voto per posta, ma non il voto per procura o il voto elettronico. Non è disposto alcun obbligo di voto.

## Risultati
| Liste           | Liste                                           | Partito Europeo | Gruppo          | Voti      | %     | Seggi |
| --------------- | ----------------------------------------------- | --------------- | --------------- | --------- | ----- | ----- |
|                 | Partito di Coalizione Nazionale (KOK)           | PPE             | PPE             | 453.636   | 24,77 | 4     |
|                 | Alleanza di Sinistra (VAS)                      | ASVN/OIP        | GUE/NGL         | 316.859   | 17,32 | 3     |
|                 | Partito Socialdemocratico Finlandese (SDP)      | PSE             | S&D             | 272.034   | 14,86 | 2     |
|                 | Partito di Centro Finlandese (KESK)             | ALDE            | RE              | 215.165   | 11,76 | 2     |
|                 | Lega Verde (VIHR)                               | PVE             | Verdi/ALE       | 206.332   | 11,27 | 2     |
|                 | Veri Finlandesi (PS)                            | –               | ECR             | 139.160   | 7,60  | 1     |
|                 | Partito Popolare Svedese di Finlandia (SFP/RKP) | ALDE            | RE              | 115.962   | 6,34  | 1     |
|                 | Democratici Cristiani Finlandesi (KD)           | PPE             | PPE             | 75.426    | 4,12  | –     |
|                 | Altri (<0,90%)                                  | –               | –               | 38.392    | 2,12  | –     |
| Totale          | Totale                                          | Totale          | Totale          | 1.829.249 | 100   | 15    |
| Voti non validi | Voti non validi                                 | Voti non validi | Voti non validi | 6.513     | 0,37  |       |
| Votanti         | Votanti                                         | Votanti         | Votanti         | 1.835.762 | 40,38 |       |
| Elettori        | Elettori                                        | Elettori        | Elettori        | 4.546.589 |       |       |